# Gunvor Winberg
Gunvor Johanna Winberg, född 26 januari 1907 i Stockholm, död 4 november 1979 i Stockholm, var en svensk skådespelare.
Hon upptäcktes av regissören Gustaf Edgren när han åkte båt förbi bryggan på Ljusterö 1923, och fick en roll i hans film Trollebokungen som kom ut följande år. 1927 gifte hon sig med kanslirådet Erik Norberg.

## Filmografi
- 1924 – Trollebokungen